# Serinette

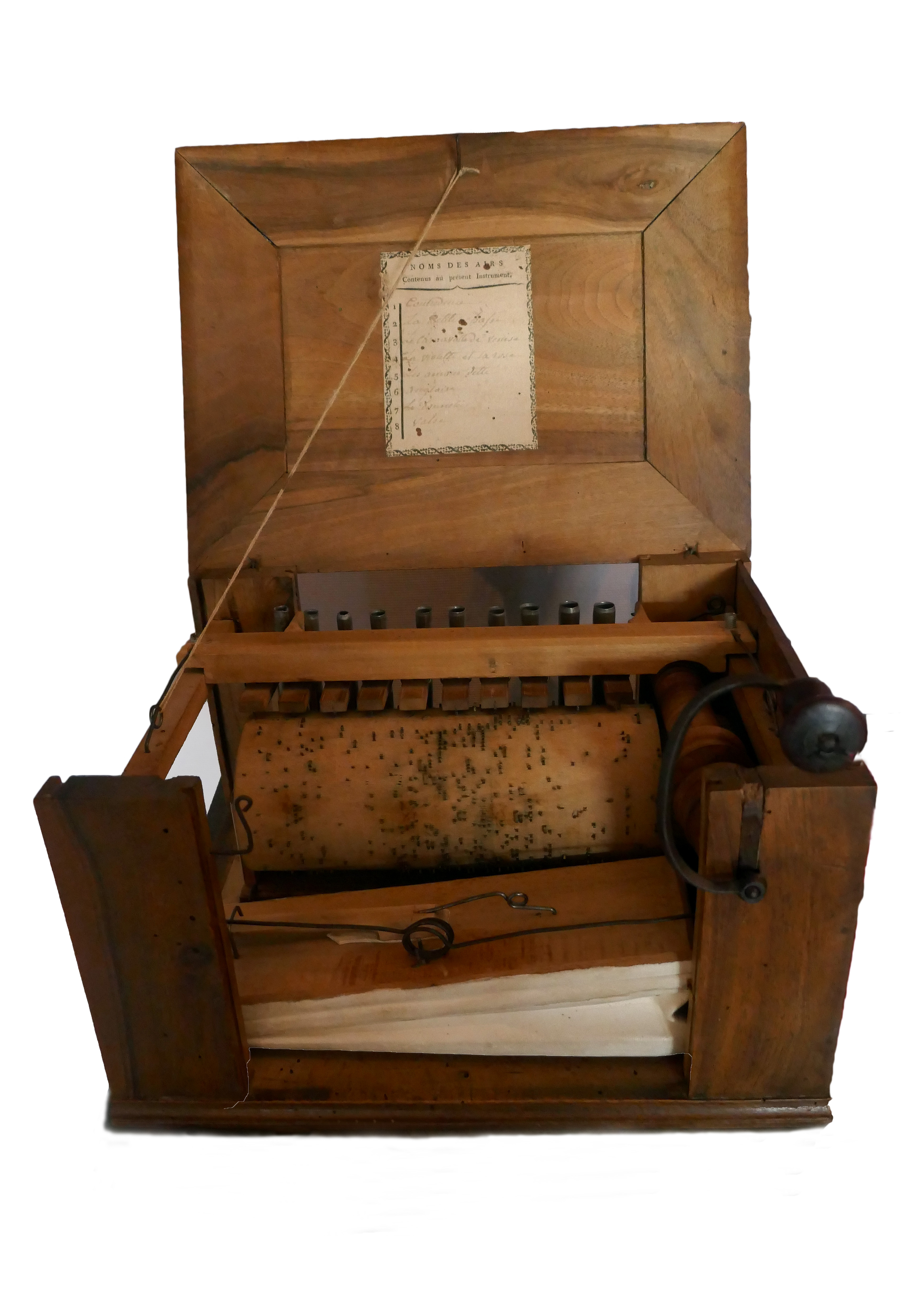
Serinette de Jacotel, Châtenois, début du XIXe siècle.

Une serinette est un instrument de musique mécanique primitif assimilable à un orgue destiné à apprendre des mélodies courtes à des oiseaux siffleurs, comme la merline ou la perroquette. Elle est à l'origine du verbe « seriner » (répéter de nombreuses fois).

## Bref historique
Apparues d'abord à Nancy, et construites à partir de la première moitié du XVIIIe siècle notamment à Mirecourt, les serinettes étaient utilisées pour apprendre, par répétition, des mélodies aux oiseaux de compagnie de la haute société. À force d'entendre ces mélodies, ces oiseaux finissaient par les reproduire. Les serinettes ont parfois été utilisées comme instrument de rue, après modification d'un instrument de salon.

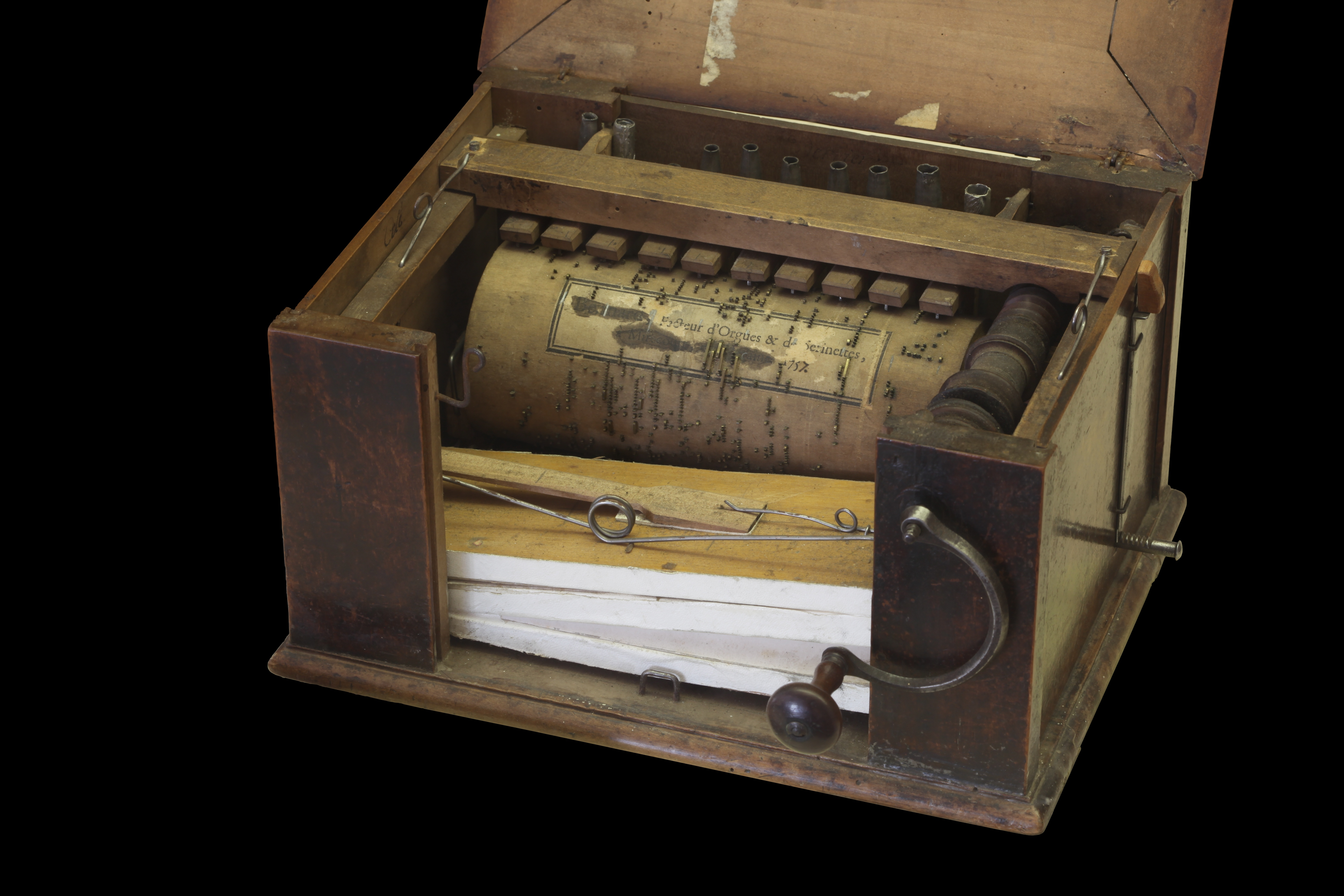
Serinette fabriquée par Bennard à Mirecourt, 1757
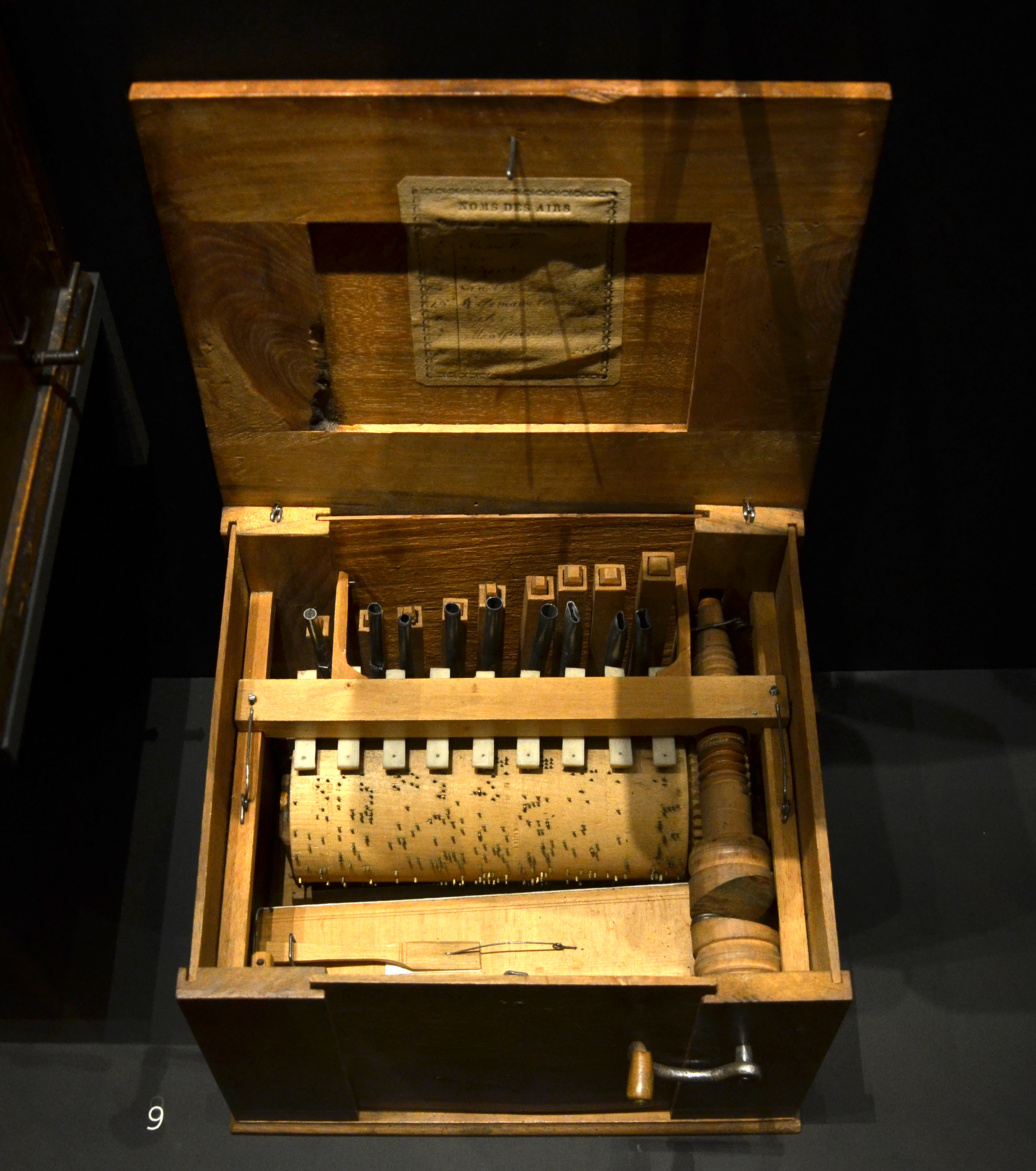
Serinette de Bâle, 1768[5].
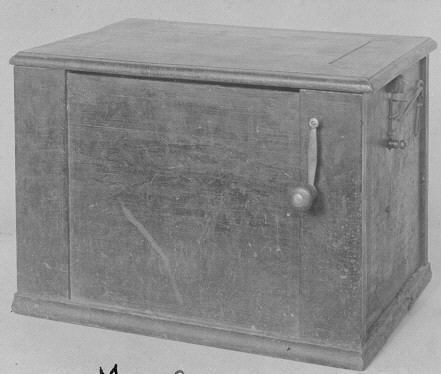
Serinette fermée, vers 1800[6].
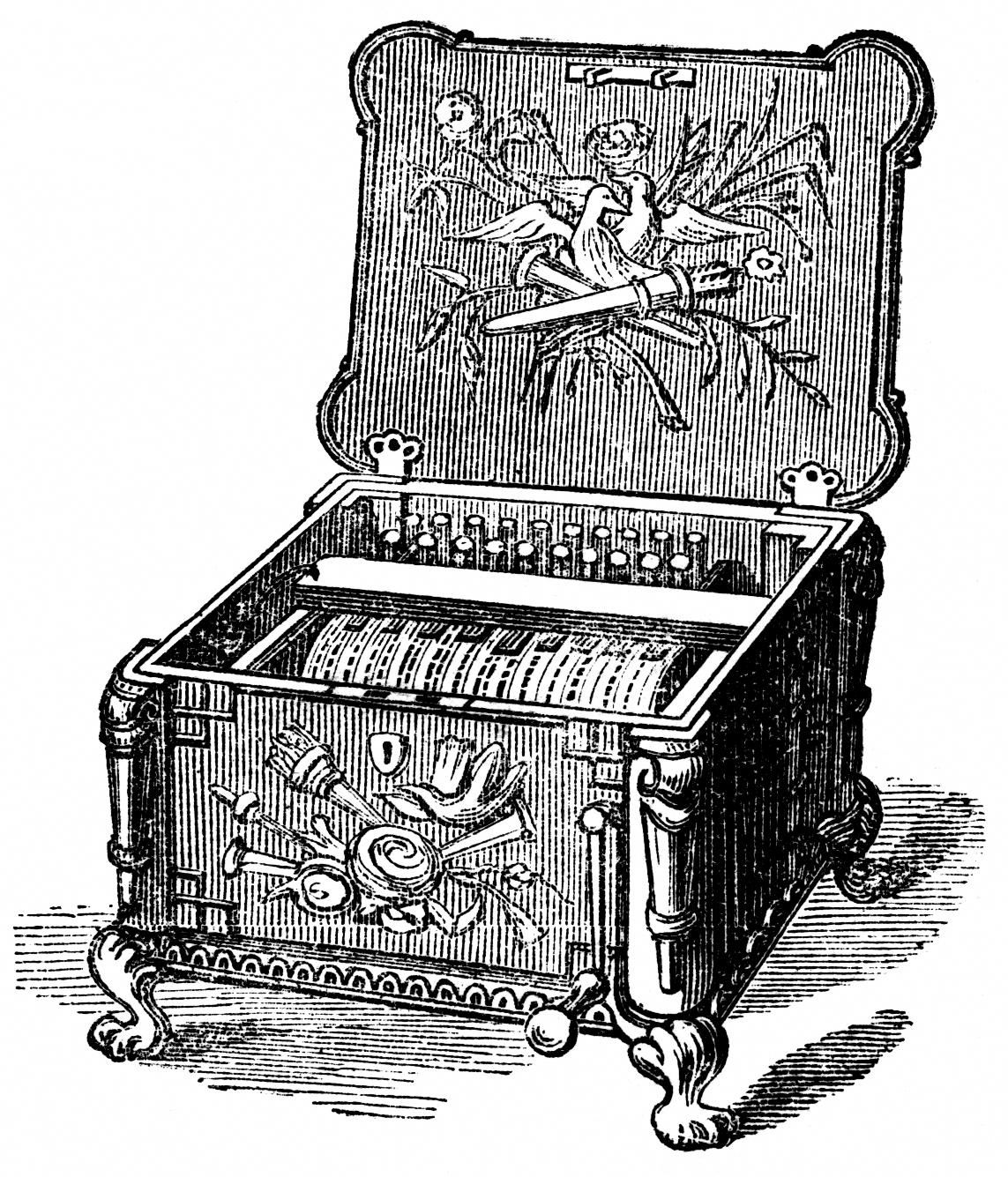
Serinette, av. 1870[7].

## Composition

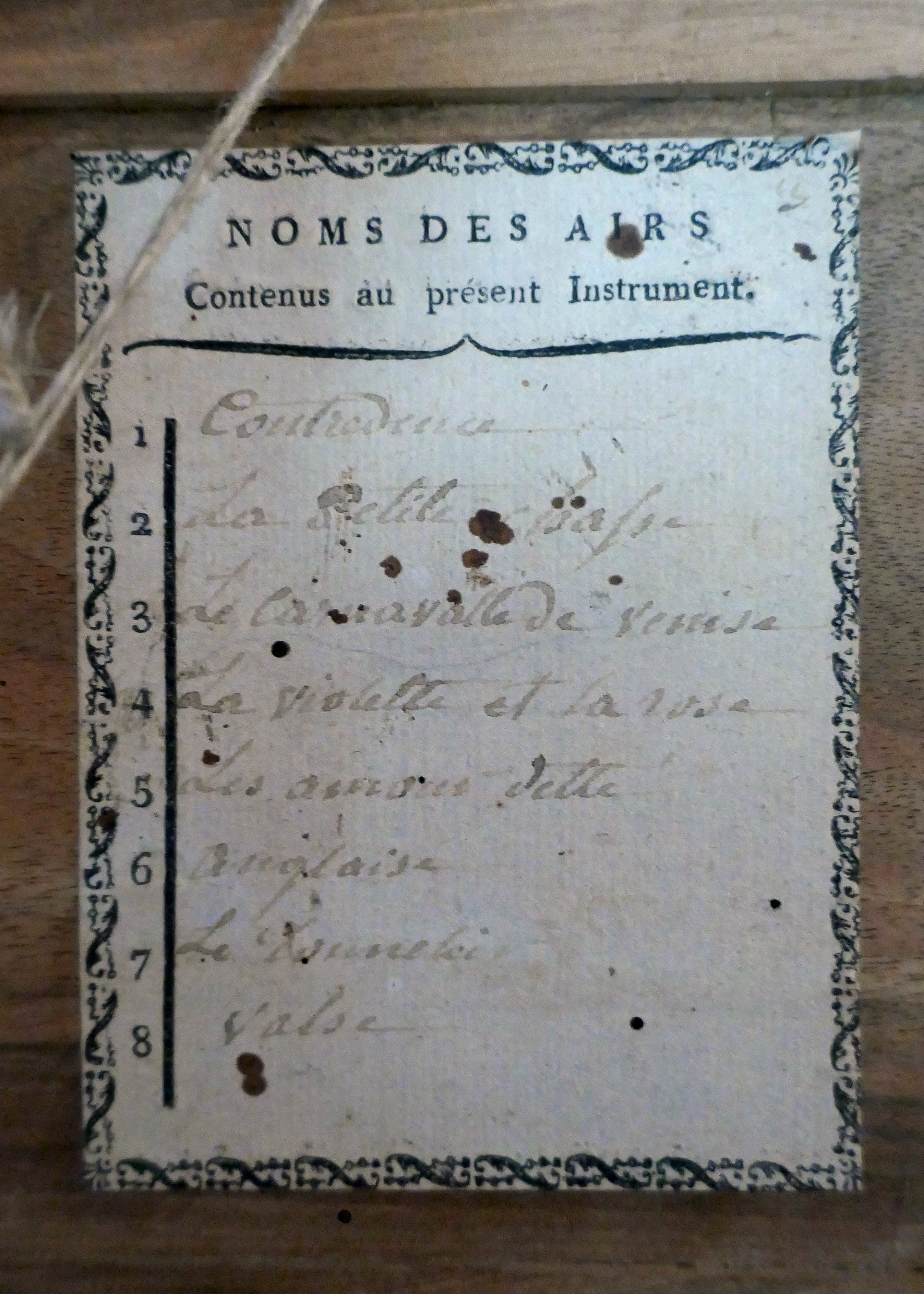
Liste d'airs contenus dans une serinette.

Ces instruments  relativement simples sont composées d'un cylindre de bois (Tilleul) comportant des picots en métal. Ceux-ci commandent l'ouverture des soupapes qui admettent de l'air dans des tuyaux d'orgue (toujours en étoffe étain/plombs). L'air est brassé par une pompe (en dessous) et un  soufflet (au dessus) en peau eux-mêmes actionnés par une manivelle. C'est également cette manivelle qui fait tourner le cylindre avec la mélodie au moyen d'une vis sans fin.
Les 8 morceaux notés sur le cylindre durent de 20 à 30 secondes, dépendant beaucoup de la personne qui joue de l'instrument. Certains modèles un peu évolués disposent d'un système permettant de décaler le cylindre : une autre mélodie est ainsi jouée, mais au détriment du nombre de touches.

## Dans la culture

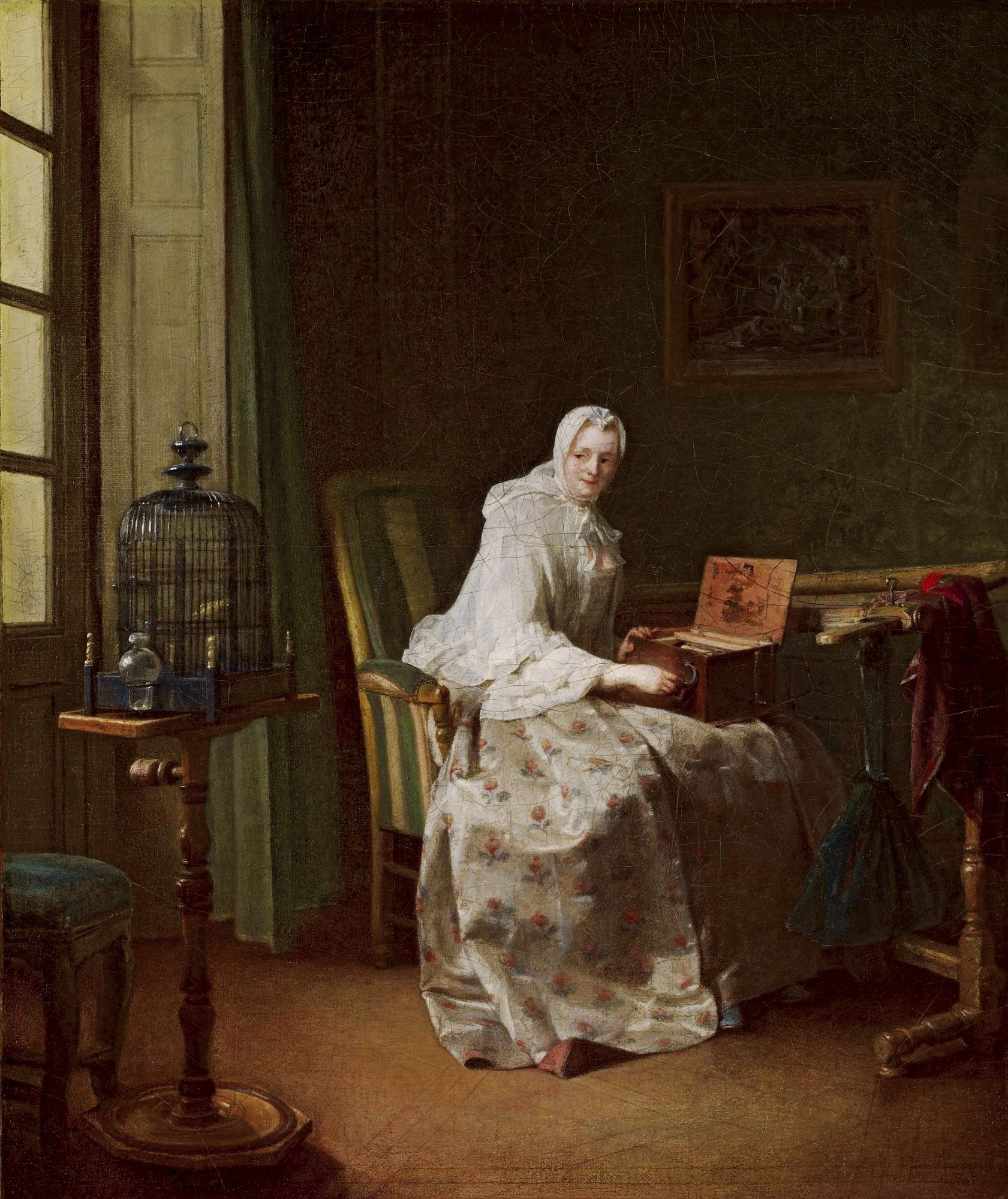
La Serinette de Chardin (1751).

Les serinettes sont présentes dans plusieurs œuvres graphiques, dont La Serinette, peinte par Jean Siméon Chardin en 1751 (musée du Louvre, Paris) ou des gravures de Laurent Cars ou d'après Louis-Léopold Boilly.